# كولايدر (موقع إلكتروني)
كولايدر (بالإنجليزية: Collider)‏ هو ناشر ترفيهي عبر الإنترنت، مع التركيز على صناعة الأفلام والمسلسلات التلفزيونية.